# Скриптонит
Скриптони́т (настоящее имя — Ади́ль Оралбе́кович Жале́лов, при рождении Кулмагамбе́тов; каз. Әділ Оралбекұлы Жәлелов (Құлмағамбетов) / Ädıl Oralbekūly Jälelov; род. 3 июня 1990, Ленинский) — казахстанский исполнитель и музыкальный продюсер, основатель лейбла Musica36.
Впервые громко заявил о себе в 2013 году видеоклипом на песню «VBVVCTND», спустя полтора года выпустил свой дебютный альбом «Дом с нормальными явлениями», который стал одним из самых удачных русскоязычных рэп-альбомов 2015 года.
В 2018 году разделил своё творчество на два проекта: Скриптонит и Gruppa Skryptonite. Как объяснил сам Адиль, такое разграничение касается не только записи песен, но и концертов. Таким образом концерты Gruppa Skryptonite — это музыкальный бэнд из восьми человек и новые аранжировки, а концерты Скриптонита — это формат «рэпер + диджей» и выступление под минусовки.
Является самым прослушиваемым артистом в СНГ за 2021 год по версии Музыки Первого.

## Биография

### Ранние годы
Адиль Кулмагамбетов родился 3 июня 1990 года в посёлке Ленинский Ильичевского райсовета вблизи города Павлодар на северо-востоке Казахстана в семье Оралбека Жалеловича Кулмагамбетова (род. 1 сентября 1953). Начал заниматься музыкой в подростковом возрасте, в 11 лет увлёкся рэпом, в 15 лет начал сочинять музыку. Утверждает, что в юношеском возрасте сменил фамилию Кулмагамбетов на Жалелов (в реестре Комитета государственных доходов числится как «Кулмагамбетов»).

### Первые успехи
В 2009 году Скриптонит вместе со своим другом Ануаром Баймуратовым (Niman) создал группу JILLZ. Помимо них в состав группы входили Юрий Дробитько (Юрик Четверг), Саян Жимбаев (Truwer), Азамат Алпысбаев (Six O) и Айдос Джумалинов (Strong Symphony). Ещё до подписания контракта с Gazgolder Скриптонит выпустил несколько синглов, ставших хитами, и успел обзавестись фанатами своего творчества, а также прославился как исполнитель «настоящей» трэп-музыки. В 2013 году Скриптонит совместно с Niman’ом выпустил видеоклип к песне «VBVVCTND» (расшифровывается как «Выбор без вариантов — всё, что ты нам дал»). После этого им заинтересовался российский продюсерский центр Gazgolder. 27 февраля 2014 года стало известно, что Скриптонит стал резидентом этого лейбла. Впоследствии Скриптонит заявил, что именно 2014 год стал переломным в его жизни.
В 2015 году принял участие в создании совместного альбома Басты и Смоки Мо под названием «Баста / Смоки Мо». Сингл «Космос», записанный вместе с Дашей Чарушей, занял лидирующие позиции в чартах iTunes и стал 22-м в списке «50 лучших треков 2015 года» по версии сайта The Flow. Видеоклипы на песни «Лёд» и «Миллионер из трущоб» с участием Скриптонита набрали миллионы просмотров на YouTube. Клип на песню «Миллионер из трущоб» впоследствии занял 2-е место в топе «Лучших русских клипов 2015 года» по версии сайта Rap.ru, а песня «Лёд» заняла 46-е место в списке «50 лучших треков 2015 года» по версии сайта The Flow. В октябре 2015 года Скриптонит попал в число финалистов премии Jagermeister Indie Awards в номинации «хип-хоп». Летом 2016 года Скриптонит попал в число претендентов в номинации «Открытие года 2016» популярного мужского журнала GQ.

### 2015 год. «Дом с нормальными явлениями»
Дебютный альбом Скриптонита под названием «Дом с нормальными явлениями» (аллюзия на название фильма «Дом с паранормальными явлениями») вышел 24 ноября 2015 года и занял вторую строчку в альбомном чарте iTunes, обогнав альбом «Горгород» российского рэпера Oxxxymiron и уступив новому альбому британской певицы Адель. Обозреватель издания Газета.Ru Ярослав Забалуев отметил, что «за час с небольшим Жалелов предлагает не просто концептуальную, атмосферную работу, но и изрядное жанровое разнообразие — от трэпа и нью-йоркского хип-хопа до почти что госпела».
«Дом с нормальными явлениями» стал одним из самых удачных русских рэп-альбомов 2015 года, а сам Скриптонит был признан интернет-изданием Colta.ru «рэпером года». «Дом…» попал в список «20 лучших альбомов 2015 года» по версии издания Газета.Ru и удостоился 6-го места в списке «30 лучших альбомов года» по версии издания «Афиша». Альбом занял 1-е места в списке лучших русскоязычных альбомов по версии сайтов Rap.ru и The Flow.
Видеоклип к песне «Стиль» занял 5-е место в списке «Лучших русских клипов 2015 года» по версии сайта Rap.ru, а сама песня заняла 15-е место в списке «50 лучших треков 2015 года» по версии сайта The Flow. В том же топе песня «Танцуй сама» заняла 3-е место. Издание «Афиша» включило видеоклип на песню «Притон» в список «100 великих клипов 2015 года».

### 2016 год. Группа Jillzay, премия GQ
Изначально планировалось, что второй альбом Скриптонита выйдет в один день с дебютным альбомом. В интервью изданию Meduza Скриптонит заверил, что практически законченный альбом под названием 3P (читается как англ. tripy) должен выйти в январе 2016 года, но по неизвестным причинам альбом так и не появился в заявленный срок. Впоследствии стало известно, что второй студийный альбом Скриптонита будет называться «Отель „Эверест“».
В сентябре 2016 года российское издание мужского журнала GQ признало Скриптонита «Открытием года».
29 октября 2016 года группа Jillzay, в составе которой числится Скриптонит, выпустила 18-трековый альбом 718 Jungle. Исполнитель принял участие в половине всех песен.

### 2017—2018. «Праздник на улице 36», музыкальный лейбл Zorski и «Уроборос»
7 марта 2017 года коллектив презентовал мини-альбом Open Season.
Второй студийный альбом в итоге получил название «Праздник на улице 36». Релиз состоялся 24 мая 2017 года. За несколько часов до релиза альбома были опубликованы песня «Outro» и двойной видеоклип Скриптонит — «Вечеринка» / Jillzay — «Бар „2 лесбухи“». Презентация альбома прошла 26 мая 2017 года в клубе А2 в Санкт-Петербурге, на которой Адиль сообщил, что релиз нового альбома, который будет иметь другое название, всё-таки состоится осенью 2017 года. В интервью главному редактору издания «L’Officiel» Ксении Собчак он уточнил, что альбом с названием «Улица 36», который кардинально отличается от предыдущих и посвящён личным проблемам исполнителя, будет двойным.
Вскоре стало известно, что группа Jillzay закрылась, а вместо неё образовался музыкальный лейбл Zorski, в который входят исполнители 104 (Юрий Дробитько), Truwer (Саян Жимбаев) и Benz (Алтынбек Мерканов). В сентябре артисты 104 и Truwer представили свой совместный сольный альбом «Сафари», на котором Скриптонит выступил не только в качестве гостя, но и исполнительного продюсера.
16 декабря 2017 Скриптонит выпустил третью работу — двойной концептуальный альбом «Уроборос: Улица 36» и «Уроборос: Зеркала». Название пластинки отсылает к мифическому созданию — змею уроборосу. Сам Адиль Жалелов в интервью Газета.Ru объяснил, почему у альбома именно такое название: «… Я понял, что это очень близкий мне образ, сочетающийся со значением моих цифр — 36. Плюс образ змея, который поедает сам себя, принцип самосовершенствования через саморазрушение, мне очень близок с самых разных сторон». Презентация пластинки прошла в этот же день в Санкт-Петербурге в клубе А2. В день релиза Жалелов рассказал в своей Instagram-трансляции о том, что для него рэп как жанр себя изжил, в связи с чем он берёт перерыв в творчестве, планируя не выпускать больших сольных релизов 2—3 года.

### 2018 — настоящее время. Gruppa Skryptonite, Musica36, «2004»
9 августа 2018 года Адиль выпускает «первую историю от нового музыкального проекта Gruppa Skryptonite», носящую название «Глупые и ненужные». Примечательно, что клип к треку вышел не на канале «Газгольдера», а на собственном канале группы.
24 октября 2018 года состоялась премьера рэп-трека «Мультибрендовый», записанного совместно с исполнителями T-Fest, 104 и Niman. В этот же день вышел первый выпуск второго сезона шоу «GazLive», гостем которого стал Адиль. В этом выпуске он рассказал, что возвращается в рэп и в данный момент занят созданием нового EP, который будет преимущественно состоять из треков, не вошедших в «Уроборос».
В 2019 году Скриптонитом, 104, Truwer и Dose было создано объединение Musica36. За февраль — март под этой маркой было выпущено пять синглов: «В аду сегодня жарко» (104 при уч. Dose, Скриптонит), «Ликёрная ванна» (Dose), «Podruga» (Gruppa Skryptonite), «Sinsemilla» (104 при уч. Скриптонит, Вандер Фил, Rigos), «Танцевала» (Dose при уч. Andy Panda). На песню «Podruga» снят клип.
21 марта на YouTube-канале Gruppa Skryptonite было опубликовано лайв-исполнение песни «Podruga», а 31 марта и 1 апреля — «Priton» и «Suka tashit nas na dno» соответственно (другие версии песен, выпущенных в альбоме «Дом с нормальными явлениями»).
5 апреля 2019 года вышел Solitude — дебютный мини-альбом Gruppa Skryptonite. На пластинку вошло 6 песен, включая ранее выпущенные синглы «Glupye I Nenuzhnye» и «Podruga».
28 июня Скриптонит выпустил макси-сингл «Замёрз», в состав которого вошла совместная с Andy Panda песня «Замёрз», а также сольная — «Погрейся».
24 декабря 2019 года Скриптонит выпустил четвёртый студийный альбом «2004», в котором приняли участие Andy Panda, 104, Truwer, MDee и Райда.
Скриптонит поделился с Apple Music своими мыслями о «2004»:

«Я начал писать этот альбом чуть больше года назад. Рэп-альбом записывать я не собирался, но тем не менее новые песни писались и почему-то довольно легко.
Это первый альбом, на который я написал всю музыку сам, хоть и на других записях большая часть музыки тоже была моей. В нём нет какой-то концепции повествования или сюжетной линии, протянутой от начала до конца, но звучит он цельно и для меня лично очень особенно. Наверно, потому, что почти весь он сделан при помощи всяких аналоговых синтов и драм-машин и звучит тепло, как в 2000-х.

Для меня это первый альбом, который я могу слушать фоном и не думать о том, что это моя запись».— 
20 февраля 2020 вышел альбом исполнителя 104 под названием «Кино без сигарет». Адиль принял участие в трёх песнях: «Не жаль» (при уч. Miyagi), «Снег», «Трубки» (при уч. Saluki).
13 ноября 2020 года Скриптонит и Niman выпустили совместный EP «PVL is Back». В него вошло 4 трека, записанных в типичной для артистов стилистике. Лирика в мини-альбоме затрагивает тематику наркотиков, богатства, отношений с девушками, проблем с врагами и законом.

## Музыкальный стиль и отзывы
Скриптонит позиционирует своё творчество как «казахстанский рэп» и не одобряет тех, кто называет его «российским исполнителем», делающим «русский рэп». Первые его тексты были посвящены детским проблемам и школе, затем наступил недолгий период так называемого «рэпа про рэп», а нынешние темы он стал поднимать в начале 2010-х годов. В своих песнях, в отличие от других русскоязычных рэперов, экспериментирующих с «глубокомысленными» текстами, Скриптонит делает упор на музыкальную составляющую, которой нередко занимается сам лично. Своеобразное произношение, которое шутливо называют «Ельцин-флоу», и «полупьяный» голос дали уникальное звучание для его дебютного альбома. Для того, чтобы избежать чужого влияния, Скриптонит практически не слушает песен на русском языке, в том числе и произведения других рэп-исполнителей.
После выхода альбома «Дом с нормальными явлениями» известный рэп-исполнитель Oxxxymiron положительно отозвался о творчестве Скриптонита, отметив высокий уровень «музыкальной замороченности и оригинальности». Также об альбоме с похвалой отозвались другие музыканты: Карандаш (Денис Григорьев), Johnyboy (Денис Василенко), ATL (Сергей Круппов), Иван Дорн, Guf (Алексей Долматов).

## Дискография

### Студийные альбомы
- 2015 — «Дом с нормальными явлениями»
- 2017 — «Праздник на улице 36»
- 2017 — «Уроборос: Улица 36 / Зеркала»
- 2019 — 2004
- 2021 — «Свистки и бумажки»
- 2023 — 7
- 2023 — Fantasy Mixtape, vol. 1
- 2023 — «Потеплело» (в составе Gruppa Skryptonite)
- 2023 — YEAHH, Pt. 1
- 2024 — YEAHH, Pt. 2
- 2024 — «безмятежность.exe»

### Совместные альбомы
- 2016 — 718 Jungle (в составе Jillzay)
- 2021 — «Плохие привычки» (совместно с Индаблэком и qurt)
- 2021 — The Genetic Code (совместно с Gee Baller)

### Мини-альбомы
- 2017 — Open Season (в составе Jillzay)
- 2019 — Solitude (в составе Gruppa Skryptonite)
- 2019 — «Замерз»
- 2019 — «Не ври, не верю» (совместно с 104)
- 2020 — PVL is back (совместно с Niman)
- 2023 — UPGRADED
- 2023 — Los Demos

### Сборники
- 2015 — «К тебе» (совместно с артистами Gazgolder)
- 2019 — «Musica36: Как я провел это лето» (совместно с артистами Musica36)
- 2023 — Romantic Collection

### Синглы
| Год  | Название                                  | Тип                 | Примечание                                                |
| ---- | ----------------------------------------- | ------------------- | --------------------------------------------------------- |
| 2023 | «Не вывихни шею»                          | основной артист     | tsb                                                       |
| 2023 | «Умножить (Рабские лекции)»               | основной артист     |                                                           |
| 2023 | «Аванс»                                   | основной артист     |                                                           |
| 2023 | «Smoke»                                   | основной артист     | Benny The Butcher                                         |
| 2023 | «Ahilles»                                 | приглашённый артист | Beni Milordo при уч. Скриптонит                           |
| 2023 | «Winter Shiettt 2»                        | приглашённый артист | Alblak 52 при уч. Скриптонит                              |
| 2022 | «Слово в слово»                           | приглашённый артист | Pervakova, Samurai SLT при уч. Скриптонит & bludkidd      |
| 2022 | «Slow Mo»                                 | приглашённый артист | Armich при уч. Скриптонит                                 |
| 2022 | «Bitch»                                   | приглашённый артист | 104 при уч. Скриптонит                                    |
| 2022 | «Solo Tu»                                 | основной артист     | Rydm City                                                 |
| 2022 | «Ciao, bye»                               | приглашённый артист | Niman при уч. Скриптонит, Sofi Geras, TAYÖKA              |
| 2022 | «4:20»                                    | приглашённый артист | Niman при уч. Kali, Скриптонит                            |
| 2022 | «Obnovylle»                               | приглашённый артист | Niman при уч. Скриптонит, Malcolm Kush                    |
| 2022 | «Chapter II»                              | основной артист     |                                                           |
| 2021 | «Скучаю»                                  | основной артист     | Gruppa Skryptonite совм. с Therr Maitz                    |
| 2021 | «Maria»                                   | основной артист     | Gruppa Skryptonite совм. с Therr Maitz                    |
| 2021 | «Скучаю»                                  | основной артист     | Gruppa Skryptonite                                        |
| 2021 | «Кейс»                                    | основной артист     | Индаблек                                                  |
| 2021 | «Петербург»                               | основной артист     | M’Dee                                                     |
| 2021 | «Невеста»                                 | приглашённый артист | Dorofeeva при уч. Скриптонит                              |
| 2021 | «Цыгане из Парижа»                        | основной артист     | Rodionis                                                  |
| 2021 | «Мне по*уй»                               | основной артист     | LOVV66                                                    |
| 2021 | «Цифры»                                   | основной артист     | при уч. Индаблэк, qurt, Rodionis                          |
| 2021 | «Тремор»                                  | приглашённый артист | bludkidd при уч. Скриптонит                               |
| 2021 | «Ронин»                                   | приглашённый артист | The Limba при уч. Скриптонит                              |
| 2021 | «Будьте здоровы»                          | основной артист     |                                                           |
| 2021 | «Сумка»                                   | приглашённый артист | qurt при уч. Скриптонит                                   |
| 2021 | «Dragon»                                  | приглашённый артист | Andro при уч. Скриптонит                                  |
| 2021 | «Мама»                                    | основной артист     | при уч. Feduk, Truwer, Niman, Баста                       |
| 2021 | «Ты не верь слезам»                       | основной артист     | Gruppa Skryptonite совм. с Therr Maitz                    |
| 2021 | «Любите, девушки»                         | основной артист     | Gruppa Skryptonite совм. с Therr Maitz                    |
| 2021 | «Podruga»                                 | основной артист     | Gruppa Skryptonite совм. с Therr Maitz                    |
| 2020 | «Рай. Он»                                 | приглашённый артист | Баста при уч. Скриптонит                                  |
| 2020 | «Молодость»                               | приглашённый артист | Баста при уч. Скриптонит                                  |
| 2020 | «Дерзко» (Remix)                          | приглашённый артист | Truwer при уч. qurt, Недры, Скриптонит                    |
| 2020 | «Высота»                                  | приглашённый артист | при уч. Сёстры                                            |
| 2020 | «Bad boys»                                | приглашённый артист | Райда при уч. Скриптонит                                  |
| 2020 | «Кутить»                                  | приглашённый артист | Мумий Тролль при уч. Скриптонит                           |
| 2020 | «Женщины»                                 | приглашённый артист | Райда при уч. Скриптонит, Truwer                          |
| 2020 | «Guapa»                                   | приглашённый артист | Райда при уч. Скриптонит                                  |
| 2020 | «Baby mama»                               | основной артист     | при уч. Райда                                             |
| 2020 | «Талия»                                   | приглашённый артист | Niman при уч. Truwer, Райда, Скриптонит                   |
| 2020 | «Жизнь не любит»                          | основной артист     | Gruppa Skryptonite при уч. Tayoka                         |
| 2020 | «В одного»                                | основной артист     | при уч. Truwer                                            |
| 2020 | «Веселей»                                 | основной артист     |                                                           |
| 2020 | «КПСП»                                    | основной артист     | Gruppa Skryptonite                                        |
| 2020 | «Чистый» (OST «Псих»)                     | основной артист     |                                                           |
| 2020 | «Снег»                                    | приглашённый артист | 104 при уч. Скриптонит                                    |
| 2020 | «Трубки»                                  | приглашённый артист | 104 при уч. Saluki, Скриптонит                            |
| 2020 | «Не жаль»                                 | приглашённый артист | 104 при уч. Miyagi, Скриптонит                            |
| 2019 | «Грех»                                    | приглашённый артист | M’Dee при уч. Скриптонит                                  |
| 2019 | «Никто тебя не вспомнит»                  | приглашённый артист | Kali, Райда при уч. Скриптонит                            |
| 2019 | «Правил нет»                              | приглашённый артист | Kali при уч. Gruppa Skryptonite, Maqlao                   |
| 2019 | «Одну дверь»                              | приглашённый артист | T-Fest при уч. Скриптонинт, Makarae, BMB, Spacekid        |
| 2019 | «На пределе»                              | приглашённый артист | Kali при уч. Скриптонит, Truwer                           |
| 2019 | «3x3»                                     | основной артист     | Gruppa Skryptonite при уч. 104, T-Fest                    |
| 2019 | «Karusel'»                                | основной артист     | Gruppa Skryptonite                                        |
| 2019 | «Погрейся»                                | основной артист     |                                                           |
| 2019 | «Замёрз»                                  | основной артист     | при уч. Andy Panda                                        |
| 2019 | «Billboard»                               | приглашённый артист | Andy Panda при уч. Скриптонит, 104, TumaniYO, Miyagi      |
| 2019 | «Sinsemilla»                              | приглашённый артист | 104 при уч. Скриптонит, Вандер Фил, Rigos                 |
| 2019 | «Podruga»                                 | основной артист     | Gruppa Skryptonite                                        |
| 2019 | «В аду сегодня жарко»                     | приглашённый артист | 104 при уч. Dose, Скриптонит                              |
| 2018 | «Мультибрендовый»                         | основной артист     | при уч. 104, T-Fest, Niman                                |
| 2018 | «Глупые и ненужные»                       | основной артист     | Gruppa Skryptonite                                        |
| 2017 | «Сайфер»                                  | приглашённый артист | 104, Truwer при уч. Скриптонит                            |
| 2017 | «Я знаю какая ты»                         | приглашённый артист | 104, Truwer при уч. Скриптонит, Maqlao                    |
| 2017 | «Нет выбора» (OST «Конверт»)              | основной артист     | при уч. 104, Truwer, Blud                                 |
| 2017 | «Где твоя любовь?»                        | основной артист     | при уч. Major Lazer                                       |
| 2017 | «НТРС»                                    | основной артист     |                                                           |
| 2017 | «Outro»                                   | основной артист     | при уч. 104, Benz                                         |
| 2017 | «Ламбада»                                 | приглашённый артист | T-Fest при уч. Скриптонит                                 |
| 2016 | «Поднять и потратить»                     | приглашённый артист | Jillzay при уч. Bro Upgrade, 104, Скриптонит              |
| 2016 | «Кино»                                    | приглашённый артист | Jillzay при уч. 104, Скриптонит, Truwer                   |
| 2016 | «Аргумент 3»                              | приглашённый артист | Jillzay при уч. 104, Скриптонит, Truwer                   |
| 2016 | «Ниа»                                     | приглашённый артист | Jillzay при уч. Райды, 104, Скриптонит                    |
| 2016 | «Как сегодня»                             | приглашённый артист | Jillzay при уч. 104, Скриптонит                           |
| 2016 | «Аргумент 2»                              | приглашённый артист | Jillzay при уч. Скриптонита                               |
| 2016 | «360»                                     | приглашённый артист | Jillzay при уч. Скриптонит, 104                           |
| 2016 | «Витамин»                                 | основной артист     |                                                           |
| 2016 | «Do Dna»                                  | приглашённый артист | 104, Truwer при уч. Скриптонит                            |
| 2016 | «Приглашение на фестиваль Gazgolder Live» | основной артист     | при уч. Тати                                              |
| 2016 | «Вальс»                                   | приглашённый артист | Pharaoh при уч. Скриптонит                                |
| 2016 | «Бисер»                                   | основной артист     | при уч. ATL                                               |
| 2015 | «Стиль»                                   | основной артист     |                                                           |
| 2015 | «Лям»                                     | основной артист     |                                                           |
| 2015 | «Твоя сука»                               | основной артист     | при уч. Pharaoh                                           |
| 2015 | «Космос»                                  | основной артист     | при уч. Charusha                                          |
| 2015 | «Перспектива»                             | приглашённый артист | Guf, Rigos при уч. Скриптонит                             |
| 2015 | «Случайности»                             | приглашённый артист | Rigos, BluntCath при уч. Скриптонит                       |
| 2014 | «Приглашение в Зелёный театр»             | основной артист     | на стриминговых площадках — «Павло приглашение» (2013)    |
| 2014 | «5 здесь, 5 там»                          | основной артист     |                                                           |
| 2014 | «Локоны»                                  | основной артист     |                                                           |
| 2014 | «Твой»                                    | основной артист     |                                                           |
| 2014 | «Не добро пожаловать»                     | основной артист     |                                                           |
| 2013 | «VBVVCTND»                                | основной артист     |                                                           |
| 2013 | «7182»                                    | основной артист     |                                                           |
| 2013 | «Прежде чем»                              | основной артист     | при уч. Niman                                             |
| 2013 | «21»                                      | основной артист     |                                                           |
| 2013 | «Что ты знаешь 2»                         | основной артист     |                                                           |
| 2013 | «Na Na Na»                                | основной артист     | при уч. Niman                                             |
| 2013 | «Деньги под ногами»                       | основной артист     |                                                           |
| 2013 | «Тот самый запах»                         | основной артист     |                                                           |
| 2013 | «Что происходит»                          | основной артист     |                                                           |
| 2013 | «Лети»                                    | основной артист     |                                                           |
| 2013 | «На каждом углу»                          | основной артист     | при уч. Niman                                             |
| 2013 | «PVL Is Back»                             | основной артист     | при уч. Niman                                             |
| 2012 | «Почти ты»                                | основной артист     |                                                           |
| 2012 | «No Hook 2»                               | основной артист     |                                                           |
| 2012 | «No Hook 1»                               | основной артист     |                                                           |
| 2012 | «Больше»                                  | основной артист     | при уч. Райда                                             |
| 2012 | «I Ain’t Got Time»                        | основной артист     | при уч. Niman                                             |
| 2012 | «Детки»                                   | основной артист     |                                                           |
| 2012 | «Go Dilla»                                | основной артист     | при уч. Niman                                             |
| 2012 | «Останься собой»                          | основной артист     | на стриминговых площадках называется «Останься человеком» |
| 2012 | «Blunts»                                  | основной артист     | при уч. Niman                                             |
| 2012 | «Праздник»                                | основной артист     |                                                           |
| 2012 | «Новый вертяк»                            | основной артист     | при уч. Truwer                                            |
| 2012 | «Останься человеком»                      | основной артист     | при уч. Truwer                                            |
| 2012 | «11 км»                                   | основной артист     |                                                           |
| 2012 | «Родился и вырос»                         | основной артист     |                                                           |
| 2011 | «Прямо здесь»                             | основной артист     |                                                           |
| 2011 | «Самый лучший день»                       | основной артист     | при уч. Maqlao                                            |
| 2011 | «Work»                                    | основной артист     | при уч. Niman                                             |

## Видеография

#### Как сольный исполнитель
| Год  | Название                                                | Режиссёр(ы)                      | Альбом                               |
| ---- | ------------------------------------------------------- | -------------------------------- | ------------------------------------ |
| 2011 | «Что происходит»                                        | Евгений Гетман                   | Внеальбомные синглы                  |
| 2012 | «11 км»                                                 | Евгений Гетман                   | Внеальбомные синглы                  |
| 2012 | «No Hook #2»                                            | Sean D                           | Внеальбомные синглы                  |
| 2013 | «PVL Is Back» (совместно с Niman)                       | не указан                        | Внеальбомные синглы                  |
| 2013 | «Приглашение в г. Астана»                               | не указан                        | Внеальбомные синглы                  |
| 2013 | «Batman (ПКД)»                                          | Максат Адам (Max Human)          | Внеальбомные синглы                  |
| 2013 | «VBVVCTND»                                              | Максат Адам (Max Human)          | Внеальбомные синглы                  |
| 2014 | «Твой»                                                  | не указан                        | Внеальбомные синглы                  |
| 2014 | Приглашение в Зелёный Театр                             | не указан                        | Внеальбомные синглы                  |
| 2015 | «Стиль»                                                 | не указан                        | «Дом с нормальными явлениями»        |
| 2015 | «Притон»                                                | Олег Че, Адиль Жалелов           | «Дом с нормальными явлениями»        |
| 2016 | «Приглашение на GazgolderLive» (совместно с Тати)       | Айсултан Сеитов                  | Внеальбомные синглы                  |
| 2016 | «Витамин»                                               | Олег Че, Андрей Ковалев          | Внеальбомные синглы                  |
| 2017 | «Ламбада» (совместно с T-Fest)                          | Айсултан Сеитов, Медет Шаяхметов | Внеальбомные синглы                  |
| 2017 | «Вечеринка / Бар — Две лесбухи» (при участии KolyaOlya) | Медет Шаяхметов                  | «Праздник на улице 36» / Open Season |
| 2018 | «Глупые и ненужные»                                     | не указан                        | Внеальбомные синглы                  |
| 2018 | «Мультибрендовый» (при участии 104, T-Fest, Niman)      | не указан                        | Внеальбомные синглы                  |
| 2019 | «Podruga»                                               | Таня Муиньо                      | Solitude                             |
| 2019 | «Замерз» (при участии Andy Panda)                       | Адиль Жалелов                    | «Замерз»                             |
| 2019 | «3x3» (при участии 104, T-Fest)                         | Таня Муиньо                      | Внеальбомный сингл                   |
| 2019 | «Погрейся»                                              | Адиль Жалелов                    | «Замерз»                             |
| 2019 | «Як 2»                                                  | Медет Шаяхметов                  | 2004                                 |
| 2019 | «Похвастаться»                                          | Медет Шаяхметов                  | 2004                                 |
| 2020 | «Колёса»                                                | Адиль Жалелов и Медет Шаяхметов  | 2004                                 |
| 2023 | «Умножить (Рабские лекции)»                             | Азар Страто                      | Внеальбомный сингл                   |

#### В составе Jillzay
| Год  | Название                                                      | Режиссёр(ы)     | Альбом                               |
| ---- | ------------------------------------------------------------- | --------------- | ------------------------------------ |
| 2017 | «Поднять и потратить» (Bro Upgrade, Скриптонит, 104)          | не указан       | 718 Jungle                           |
| 2017 | «Ниа» (Райда, 104, Скриптонит)                                | не указан       | 718 Jungle                           |
| 2017 | «Вечеринка / Бар — Две лесбухи» (при участии KolyaOlya)       | Медет Шаяхметов | «Праздник на улице 36» / Open Season |
| 2017 | «Нет выбора» (OST: «Конверт») (104, Truwer, Blud, Скриптонит) | не указан       | Внеальбомный сингл                   |

#### Как приглашённый исполнитель
| Год  | Название                                                                                            | Режиссёр(ы) | Альбом             |
| ---- | --------------------------------------------------------------------------------------------------- | ----------- | ------------------ |
| 2012 | «Для моих людей» (PR’OXY при участии Скриптонит)                                                    | Не указан   | Внеальбомный сингл |
| 2015 | «Миллионер из трущоб» (Баста & Смоки Мо при участии Скриптонит)                                     | Не указан   | «Баста / Смоки Мо» |
| 2015 | «Лёд» (Баста & Смоки Мо при участии Скриптонит)                                                     | Не указан   | «Баста / Смоки Мо» |
| 2016 | «Сансара» (Charusha при участии Скриптонит)                                                         | Не указан   | «Навсегда»         |
| 2017 | «Сансара» (Баста при участии Д.Арбенина, A. Ф. Скляр, С. Бобунец, SunSay, Ант (25/17) и Скриптонит) | Не указан   | Внеальбомный сингл |
| 2017 | «Blood of My Blood» (Tricky при участии Скриптонит)                                                 | Не указан   | «Ununiform»        |

## Фильмография
| Год  | Фильм                 | Прим.                    |
| ---- | --------------------- | ------------------------ |
| 2017 | Дым                   | Композитор               |
| 2018 | Клубаре               | Актёр                    |
| 2019 | BEEF: Русский хип-хоп | Документальный, сам себя |

## Личная жизнь
Адиль предпочитает не разглашать информацию о своей личной жизни и избегает публикации семейных фотографий в социальных сетях. Известно, что 19 января 2016 года у него родился сын Лучи, названный в честь матери музыканта. Мать ребёнка — танцовщица и хореограф Нигора Абдиганиева, с которой Адиль состоял в отношениях на протяжении нескольких лет. Нигора также участвовала в видеоприглашении Скриптонита в Зелёный театр.
В интервью Юрию Дудю Адиль рассказал, что после рождения сына перевёз семью из Казахстана в Москву. Однако позже Нигора приняла решение вернуться с ребёнком в родной Шымкент.

## Награды и номинации
- Обладатель премии «Человек года GQ 2016» в номинации «Открытие года»[41].
- Обладатель премии «Реальная премия MusicBox 2016» в номинации «Вне формата».